# Nimbochromis polystigma
Espèce
Nimbochromis polystigma est une espèce africaine de poisson d'eau douce de la famille des Cichlidae endémique du lac Malawi.

## Répartition
Nimbochromis polystigma est endémique du lac Malawi (sur les territoires du Malawi, du Mozambique et de la Tanzanie). Il est présent depuis la surface et jusqu'à une profondeur maximale de 76 m mais, plus généralement, jusqu'à 35 m seulement.

## Description
Nimbochromis polystigma peut mesurer jusqu'à 23 cm de longueur totale. En aquarium ce poisson peut être plus grand dans la mesure où la nourriture n'est limitée. Les femelles restent en général un peu plus petites que les mâles.

## Aquariophilie

### Maintenance
Cette espèce relativement grande à l'âge adulte devra être impérativement maintenu en aquarium d'une contenance suffisamment importante pour une aisance adéquate. Principalement avec une longueur de façade d'au moins 1,50 m. Dans le cas contraire des malformations de croissance apparaissent. Attention, cette espèce considère les autres petits poissons comme de la nourriture. 

### Dimorphisme
Adulte cette espèce de Cichlidae est très simplement différentiable. En effet, le mâle est clairement plus grand et plus coloré avec notamment la tête bleue. Il possède également la terminaison des nageoires impaires plus effilées et une nageoire anale rouge.

### Reproduction
Cette espèce est incubatrice buccale maternelle, les femelles gardent les œufs, larves et tout jeunes alevins environ trois semaines, protégés dans leur gueule (sans manger ou en filtrant très légèrement les micro-détritus). Les mâles peuvent se montrer très insistants dès les premières maturités sexuelles des femelles, il est préférable de maintenir cette espèce en groupes de plusieurs individus (au moins en « trio » : un mâle pour deux femelles), de manière à diviser l'agressivité d'un mâle dominant sur plusieurs individus.

### Croisement, hybridation, sélection
Il est impératif de maintenir cette espèce et le genre Nimbochromis seul ou en compagnie d'autres espèces, d'autres genres, mais de provenance similaire (lac Malawi), afin d'éviter toute facilité de croisement. Le commerce aquariophile a également vu apparaitre un grand nombre de spécimens provenant d'Asie notamment et aux couleurs des plus inhabituelles ou albinos. En raison de la sélection, hybridation et autres procédés chimiques des laboratoires.

## Dénominations
Cette espèce n'a pas de nom normalisé en français. Dans le commerce aquariophile, ce poisson est commercialisé sous le nom de « Polystigma ».
Au Malawi, cette espèce est appelée Mbuna en chewa.

## Statut de conservation
L’'UICN place l'espèce dans la catégorie « Préoccupation mineure » (LC). La principale menace qui pèse sur elle est la surpêche pratiquée par les pêcheurs locaux à des fins alimentaires. Le commerce de poissons d'ornement, en faible quantité, n'a entraîné aucun déclin notable de la densité de population.

## Systématique
Le nom valide complet (avec auteur) de ce taxon est Nimbochromis polystigma (Regan, 1922).
L'espèce a été initialement classée dans le genre Haplochromis sous le protonyme Haplochromis polystigma Regan, 1922,.
Nimbochromis polystigma a pour synonymes :
- Cyrtocara maculimanus (Regan, 1922)
- Cyrtocara pardalis (Trewavas, 1935)
- Cyrtocara polystigma (Regan, 1922)
- Haplochromis maculimanus Regan, 1922
- Haplochromis pardalis Trewavas, 1935
- Haplochromis polistigma Regan, 1922
- Haplochromis polystigma Regan, 1922
- Nimbochromis maculimanus (Regan, 1922)
- Nimbochromis pardalis (Trewavas, 1935)

### Étymologie
Son épithète spécifique, polystigma, dérive de la combinaison en grec ancien de πολύς (polús), « nombreux, plusieurs », et στίγμα (stígma), « tacheture, moucheture », et fait référence aux grandes taches brunes irrégulières sur le corps (tendant à se rejoindre pour former trois bandes longitudinales), de nombreuses petites taches sombres couvrant la tête, le corps et les nageoires verticales, couvertes de nombreuses petites taches sombres, et une série de taches sur les rayons des nageoires pectorales.

### Publication originale
- (en) C. Tate Regan, « The Cichlid Fishes of Lake Nyassa », Proceedings of the Zoological Society of London, Londres, ZSL, vol. 91, no 4,‎ 27 janvier 1922, p. 675-727 (ISSN 0370-2774, OCLC 1779524, BNF 32843178, DOI 10.1111/J.1096-3642.1921.TB03287.X, lire en ligne).